# Río Tala
Río Tala es una localidad de la provincia de Buenos Aires, situada al sur del partido de San Pedro, Argentina.

## Población
Cuenta con 1814 habitantes (Indec, 2010), lo que representa un incremento del 8% frente a los 1681 habitantes (Indec, 2001) del censo anterior.
| Gráfica de evolución demográfica de Río Tala entre 1991 y 2010 |
|                                                                |
| Fuente: Censos nacionales del INDEC                            |

## Ubicación
Se encuentra ubicada según coordenadas 33°45′00″S 59°38′00″O / -33.75000, -59.63333
Dentro del partido de San Pedro, a la vera de la Ruta Nacional 9, en el km 154.

## Historia
La localidad de Río Tala, llamada así por las cercanías de un río, el cual a lo largo de su cauce tenía mucha cantidad de plantas de tala. Ver Combate de El Tala.
El pueblo propiamente dicho se empezó a poblar a comienzos del siglo XX, aunque su estación ferroviaria (estación Río Tala), el cual le dio origen al pueblo data del siglo XIX, según historias del año 1880.
Aunque ya desde épocas coloniales la zona se encontraba habitada, primero por los indios querandíes, y luego por los primeros colonos. Pero dichos asentamientos se encontraban en cercanías del arroyo El Tala.
Durante el siglo XVIII, se realizaron compraventas de tierras poblándose la zona en forma lenta. En una de la estancias La Barranquida hoy La Estrella nació Fray Cayetano Rodríguez, también en la estancia de la familia Escalante, La Estrella, vivió Juan Facundo Quiroga.
Con el paso de las líneas férreas, comenzaron a llegar los inmigrantes que dejaban su país natal, corridos por las guerras civiles o la pobreza de sus países, llegaban con la promesa de los embajadores argentinos en sus países, de encontrar un país con trabajo, tierras para trabajar, etc. Todo esto claro debido a la conquista de territorio mediante la matanza de indios.
La zona tuvo dos asentamientos fuertes, uno que nació desde la estación y otro se realizó a unos 5 km, en el paraje llamado La Celina.

## Ingresos a la localidad
Por Tierra: a través de Ruta Nacional 9 por puente Río Tala km 154, luego tomando Ruta 1001 o por puente Ruta 191 hasta ingreso a San Pedro y luego Ruta 191 hasta los ingresos a la localidad, Camelino, Güemes o Juan de Garay. También podemos ingresar por caminos vecinales como Parra o camino vecinal a barrio municipal. 
Por Tren: Ferrocarril Mitre.
Micros: E-EVHSA Línea 522 San Pedro - Río Tala

## Clubes
- Club Sportivo Las Palmeras Archivado el 22 de diciembre de 2015 en Wayback Machine. (01/08/1924)
- Club Social y Deportivo Independiente (1963-1985)
- Club Recreativo Talense (10/02/1919)

## Trasplantadora de batata
Proferio Celestino Cisi comenzó a fabricar la primera máquina trasplantadora, en los años 1929/1930. Sacó la patente y vendió unas pocas. Lo notable fue que por ser menor de edad y además tener que cumplir con el Servicio Militar obligatorio en la Marina, delegó la gestión del patentamiento a un hermano mayor, de nombre Ulderico M.F. Cuando regresó, construyó varias máquinas muy bien hechas que no tuvieron la salida deseada. Esto sucedía por dos motivos: los productores creían que era imposible trasplantar batata con una máquina y que nos les iba a producir, además en aquella época, hablar de $ 150.- o $ 160.- que eran lo que costaba la máquina resultaba muchísimo dinero, ya que la bolsa de batata valía 40 centavos. Entonces pensó que ese era un negocio para un establecimiento industrial grande, que pudiera hacerla a menor costo; que en una herrería con pocos elementos. Fue así que le restó importancia a la fabricación, quizás desalentado por la falta de mercado donde colocarlas. En una ocasión vinieron representantes de una fábrica para comprar el invento, ofrecieron $ 14.000.- pero el padre no quiso que la vendiera a pesar de que en esa época dicha cantidad representaba mucho dinero. El tiempo pasó y la patente válida por 10 años, caducó, sin ser renovada nunca más.

## Parroquias de la Iglesia católica en Río Tala
| Diócesis       | San Nicolás de los Arroyos |
| -------------- | -------------------------- |
| Cuasiparroquia | Nuestra Señora de Luján    |